# عمرو بن سعيد البارقي
عمرو بن سعيد بن حمان البارقي  من التابعين شاعر من قبيلة بارق أحد شعراء عصر صدر الإسلام, كان فارسً، شارك في صفين وكان يرى رأي أمير المؤمنين علي وكان من اشد اتباعة.
 

## النسب
عمرو بن سعيد بن حمان بن عبد العزى بن زهير بن ثعلبة بن عمرو بن سعد بن ثعلبة بن كنانة البارقي  بن بارق بن عدي بن حارثة بن عمرو مزيقياء بن عامر ماء السماء بن حارثة الغطريف بن امريء القيس بن ثعلبة بن مازن بن الأزد.

يلتقي مع الصحابي عرفجة بن هرثمة البارقي في جدهم عبد العزى بن زهير.

## وقعة صفين
أراد معاوية مصانعة خال البارقي شرحبيل فبعث البارقي إلى خالة وكان يرى رأي أمير المؤمنين علي وكان ممن لحق من أهل الشام وكان ناسكا : فقال قصيدة المشهورة 
فلما بلغ شرحبيل هذا القول قال : هذا بعيث الشيطان ، الآن امتحن الله قلبي ، والله لأسيرن صاحب هذا الشعر أو ليفوتنني. فهرب الفتى إلى الكوفة، وكاد أهل الشام أن يرتابوا.